# Ngasem (Tegalrejo)
Ngasem is een bestuurslaag in het regentschap Magelang van de provincie Midden-Java, Indonesië. Ngasem telt 1257 inwoners (volkstelling 2010).